# Maurice Goldhaber

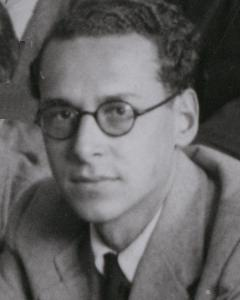
Maurice Goldhaber, 1937

Maurice Goldhaber (geboren als Moritz Goldhaber, * 18. April 1911 in Lemberg, damals Österreich, heute Ukraine; † 11. Mai 2011 in East Setauket, USA) war ein US-amerikanischer Physiker.

## Leben
Der im österreich-ungarischen Lemberg geborene Goldhaber ging in Chemnitz aufs Gymnasium. Dort stand er 1928 Modell für eine Plastik des Bildhauers Heinrich Brenner, die heute nicht mehr am dortigen Georgius-Agricola-Gymnasium Chemnitz in der Originalversion zu sehen ist, da sie 1936 wegen der jüdischen Herkunft Goldhabers entfernt wurde. 1998 gestaltete der Bildhauer Erik Neukirchner die Plastik neu.
Goldhaber studierte und arbeitete an der Universität Cambridge in England, wo er 1936 promoviert wurde und Fellow des Magdalene College war (bis 1938).
1938 emigrierte er in die USA und wurde Assistenz-Professor und ab 1945 Professor an der University of Illinois in Chicago. Ab 1950 arbeitete er am Brookhaven National Laboratory, das er später als Vorsitzender (Chairman) des Physik-Departments (1960) und Direktor (1961 bis 1973) leitete. Zu diesem Zeitpunkt führte er bereits Maurice als Vornamen. Goldhaber war in Brookhaven als „hands on“-Direktor bekannt und er initiierte und präsidierte eine außerordentlich erfolgreiche Periode des Labors. Für Arbeiten in seiner Zeit als Leiter wurden Wissenschaftlern des Labors drei Physiknobelpreise zuerkannt. Ab 1961 war er außerdem Adjunct Professor an der State University of New York at Stony Brook.
Goldhaber wurde in erster Linie durch seine Arbeit im Bereich der Nuklear- und Teilchenphysik bekannt.
In Zusammenarbeit mit James Chadwick gelang es Goldhaber noch als Student 1934 als erstem, die Masse von Neutronen genau zu bestimmen (im Photo-Zerfall des Deuterons), und somit zu beweisen, dass Neutronen eigenständige Teilchen sind und nicht Teil von Protonen oder Elektronen. Aus dieser Arbeit konnte abgeleitet werden, dass Neutronen wahrscheinlich instabil sind. Diese Erkenntnis wurde wegweisend für die Nuklear- und Teilchenphysik, wo noch viele instabile Teilchen entdeckt wurden (und Goldhaber schlug sogar 1954 als einer der ersten eine mögliche Instabilität des Protons vor, was später von GUTs vorhergesagt wurde aber bis heute experimentell noch nicht entschieden ist). Danach beschäftigte er sich intensiv mit Kernphysik. In den 1930er Jahren entdeckte er mit Chadwick den Zerfall einer Reihe instabiler leichter Atomkerne bei Beschuss mit langsamen Neutronen und er zeigte auch die Möglichkeit Beryllium als Neutronen-Moderator-Substanz zu verwenden.
Mit seiner Frau Gertrude Scharff-Goldhaber zeigte er, dass die Elektronen im Betazerfall identisch mit den atomaren Elektronen sind. Mit Edward Teller entwickelte er die Theorie der Riesen-Dipolresonanz in Atomkernen.
Im Goldhaber-Experiment (1956 bis 1958, zusammen mit Lee Grodzins und Andrew Sunyar) wurde die Helizität der Neutrinos bestimmt – sie sind linkshändig, was die V-A-Theorie der schwachen Wechselwirkung (und nochmals die Paritätsverletzung) bestätigte.
Nach seinem Ausscheiden aus dem Brookhaven Lab beteiligte er sich an der Irvine-Michigan-Brookhaven (IMB) Kollaboration zur Untersuchung der Möglichkeit eines Protonenzerfalls. Mit ihrem Detektor konnten sie gleichzeitig mit dem Kamiokande-Detektor auch die Neutrinos aus Supernova 1987A entdecken. Goldhaber beteiligte sich auch an Forschungen am Nachfolger Super-Kamiokande.
Für seine Arbeit erhielt Goldhaber diverse Auszeichnungen, u. a. den Tom-W.-Bonner-Preis für Kernphysik der American Physical Society (APS) 1971, J. Robert Oppenheimer Memorial Prize (1982), die National Medal of Science 1983, den Wolf-Preis in Physik (1991) und den Enrico-Fermi-Preis (1999). Er ist Ehrendoktor u. a. der State University of New York at Stony Brook und der Universität Tel Aviv. 1983 war er Präsident der APS. Er war Mitglied der National Academy of Sciences und der American Academy of Arts and Sciences (1965). 1972 wurde er in die American Philosophical Society aufgenommen. 2001 schuf das Brookhaven National Laboratory die Gertrude and Maurice Goldhaber Distinguished Fellowships zur Förderung besonders talentierter Nachwuchswissenschaftler.
Nachdem er noch seinen 100. Geburtstag begehen konnte, starb Goldhaber nach kurzer Krankheit.